# 康樂路 (中壢區)
康樂路為臺灣桃園市中壢區的道路之一。起於美樂路，止於中正路，經龍岡地下道後銜接龍岡路。

## 沿經行政區域
- 桃園市
  - 中壢區

## 車道配置
(由東至西)
- 美樂路－永樂路和康樂街25巷：雙向各一車道
- 永樂路和康樂街25巷－延平路和延平路一段：雙向各二車道
- 延平路和延平路一段－中榮路和和博愛三路：雙向各一車道，並各設有一機車道
- 中榮路和和博愛三路－中正路：
  - 西向：二車道
  - 東向：一車道

## 沿線設施
(由東至西)
- 桃園市中壢區中壢國民小學(延平路622號)